# Henry Robert Kincaid Floyd, 5. baronet
Sir Henry Robert Kincaid Floyd, 5. baronet, britanski general, * 1899, † 1968.